# George Bergstrom

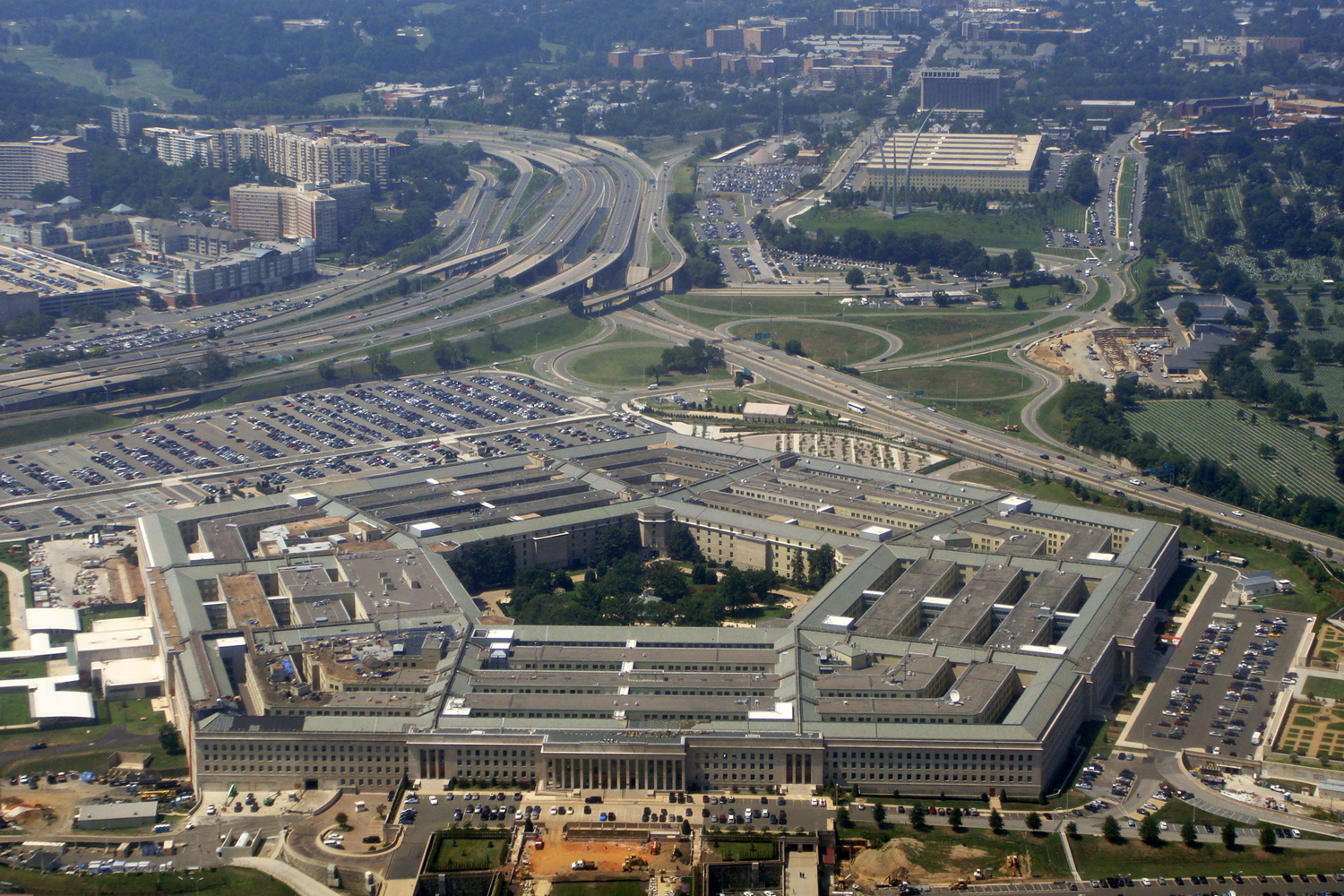
Vue aérienne du Pentagone.

George Bergstrom, né à Neenah, dans le Wisconsin, le 12 mars 1876 et mort le 17 juin 1955  à Los Angeles, est un architecte à qui on doit le Pentagone à Arlington en Virginie,, près de Washington, D.C., aux États-Unis.